# Asten (Gemeinde Aldrans)
Asten ist eine Ortslage im Südöstlichen Mittelgebirge unweit Innsbruck in Tirol und gehört zur Gemeinde Aldrans im Bezirk Innsbruck-Land.

## Geographie
Die Streusiedlung befindet sich südlich zwischen Innsbruck und Hall, halbwegs zwischen Aldrans und Rinn je etwa 2 Kilometer von beiden an der Rinner Straße (Mittelgebirgsstraße, L 9). Sie liegt auf zirka 880 m ü. A. Höhe am Fuß des Patscherkofel.
Die Ortslage umfasst etwa 40 Gebäude.
Unterhalb rinnt der Herztalbach Richtung Ampass.
|                              | Prockenhöfe                                 |            |
| Starkenbühel (Gem. Sistrans) | Kompassrose, die auf Nachbargemeinden zeigt | Wiesenhöfe |
|                              |                                             |            |

## Geschichte und Infrastruktur
Ursprünglich hieß die Ortslage In der Asten. Aste ist ein Tiroler Wort für eine Almung, und zwar eine Voralm, die man nutzte, bevor man in die eigentliche Almregion aufstieg (Niederleger) – hierorts insbesondere die Aldranser Alm.
Um 1800 findet sich zwischen der Asten und den Wiesenhöfen ein Weiher, woran wohl noch der Hausname Seehütterhof in der Aste erinnert. Es dürfte wie der Herzsee unterhalb ein herrschaftlicher Fischteich der frühen Neuzeit gewesen sein.
Noch Mitte der vorigen Jahrhunderts befand sich hier nur ein Gehöft. In jüngeren Jahren entstand hier eine Siedlung.
Die Gegend ist heute Wohn- und Freizeitgebiet (Innsbrucker Naherholungsraum).
Durch den Ort führt der Vital-Radweg Igls – Judenstein, auch ein Abschnitt des Bike Trail Tirol Windegg – Matrei.

## Nachweise
- 70302 – Aldrans. Gemeindedaten der Statistik Austria

1. ↑  TIRIS Adresssuche, Stand 5. März 2015.
2. 1 2  US Army Map Service: Austria (AMS Series M871), 1952, Maßstab 1:25.000, Layer in TIRIS: Historische Kartenwerke Tirol.
3. ↑  Carte du Tyrol, en l'An 9 au Dépôt général de la Guerre et augmentée du Vorarlberg, 1808, Maßstab 1:140.500, Layer in TIRIS: Historische Kartenwerke Tirol.